# Триас, Эухенио
Эухенио Триас Санье (31 августа 1942 — 10 февраля 2013) — испанский философ. Большинство критиков считают его важным мыслителем со времен Ортега-и-Гассета в философской литературе, написанной на испанском языке.

## Биография
Триас родился в Барселоне. Получив степень бакалавра философии в Барселонском университете в 1964 году, он продолжил обучение в Памплоне, Мадриде, Бонне и Кельне. С 1965 года он был доцентом, а затем адъюнкт-профессором философии в Университете Барселоны (UB) и Университете автономии Барселоны (UAB).
В 1972 году он оставался на год в Бразилии и Аргентине, где провел несколько курсов и лекций. В 1976 году он стал доцентом кафедры эстетики и композиции в Школе архитектуры Барселоны. В 1986 году он получил кафедру философии в этом университете, где оставался до 1992 года. В 1992 году он стал профессором кафедры философии в Университете Помпеу Фабра в Барселоне, где он оставался профессором истории до своей смерти в возрасте 70 лет в своем родном городе.

## Идеи
У него была энциклопедическая концепция философии, и он распространял свои идеи в самых разных областях, таких как этика, политика, эстетика, философия религии, философия истории, теория познания и онтология. Он занимался почти всеми областями, где философия может быть применена. Тем не менее, его предпочтительными областями были, прежде всего, философия искусств и эстетики, с одной стороны, и философия религии, с другой. Он всегда старался вывести всю свою мысль из своей личной концепции онтологии, которую обычно называют «Философией предела». Многие из его книг уже стали обязательными ссылками в испанском письменном философском наследии последних 60 лет. Некоторые из его работ, такие как «Договор о страсти», «Красота и зловещее», «Пределы мира» или «Век духа», стали классикой испанской философской мысли 20-го века.
Его работы рассматриваются критиками как один из двух наиболее значительных философских столпов современной испанской мысли. Критики высоко оценили его работы за особый стиль письма (в котором философская мысль получает поэтическое выражение с большой литературной ценностью). Его работы считаются не только очень важным вкладом в испанское философское и культурное наследие, но и огромным текстуальным произведением, которое останется одной из самых надежных вех в области философской литературы и ориентированного на знание письма.
Триас опубликовал более тридцати пяти книг, некоторые из которых имели несколько изданий в Испании и за рубежом. Его первая книга «Философия и ее тень», опубликованная в 1969 году, была высоко оценена критиками как событие в культурной жизни Испании. Она рассматривалась как «философия нового поколения» (Хосеп Мария Каранделл). В своих последних двух книгах «Песнь сирен», ставшая в Испании бестселлером в жанре нон-фикшн, и Триас утверждал, что в философии 21 века необходим музыкальный поворот, чтобы заставить мысль изменить центр тяжести на музыкальные аспекты, а не на язык, поскольку первый представляет собой наиболее совершенный синтез красоты и знания.

## Основные темы его философии
Согласно последней книге о Триас, Разум и откровение, это были — в хронологическом порядке- основные темы философских работ Триаса:
- Тени философских теорий
- Причина иррационального
- Художники и их общество
- Зловещее как предел и условие красоты
- Страстная любовь как основа интеллекта
- Кризис современности
- Состояние человека как пограничное существование
- Религиозный опыт Красота и священное
- Новая этика как этика предела
- Музыкальный поворот философии.

## Его основной вклад в философию
В качестве альтернативы рационализму — такому как логический позитивизм, аналитическая философия или марксистская мысль — Триас, который никогда не был философом-иррационалистом, намеревался распространить разум на те сферы, которые все еще неохотно к нему относятся, хотя они могут каким-то образом его оплодотворить. Некоторые примеры этих сфер: иррациональность и безумие (в его книге «Философия и карнавал»); мифическое и магическое мышление (в его книге «Методология магического мышления»); страстная любовь (в его книге «Договор о страсти»).); зловещее (в его книге «Красота и зловещее») как тень категорий красоты и возвышенного, лежащих в основе традиционной эстетики; или мир религий как тень современного западного разума (как показано в его книге «Век духа»). Именно по этой причине Эухенио Триас считает себя «иллюминатским экзорцистом», который подвергает философский разум постоянному диалогу со своими тенями. Но самое значительное новшество философии Триаса появилось в начале 1980-х годов, когда он обнаружил краеугольный камень своей философии, а именно концепцию лайма (или «предела»). Он утверждал, что бытие (вопрос о котором всегда был главным вопросом для западной философии с ее истоков) может быть понято как «бытие предела», то есть пограничная область, которая разделяет, а также соединяет феномены и ноумены. В то время как в мысли Канта не было такого предела или границы, которая сливала бы и разделяла явление и вещь в себе, Триас считал, что такой предел существует. Он заявил, что это ненадежный, тонкий, тонкий, но основополагающий перешеек.

## Призы и награды
Триас получил множество премий и наград за свою творческую работу. Среди них:
- В 1974 году он получил премию «Новые критики» за свою книгу «Драма и личность»
- В 1975 году он получил премию «Эссе Анаграммы» за художника и город
- В 1983 году он был награжден Национальной премией Испании за эссе «Красота и зловещее»
- В 1995 году он получил премию Ciutat de Barcelona за «Век духа»
- В 1995 году он получил 13-ю премию Фридриха Ницше за сборник философских работ. Эта награда (полученная также другими выдающимися мыслителями, такими как Поппер, Рорти или Деррида) в ее отсутствие эквивалентна Нобелевской премии по философии, поскольку это единственная международная награда, присуждаемая философу в знак признания всей его карьеры. Эухенио Триас — единственный философ на испанском языке, получивший эту награду.
- В 1997 году он был награжден медалью города Буэнос-Айрес
- В 2000 году Автономный университет Санто-Доминго (UASD) присвоил Триасу докторскую степень Honoris Causa
- В 2003 году Национальный университет Сан-Маркос Лима (UNMSM) присвоил ему докторскую степень Honoris Causa
- В 2004 году он получил Золотую медаль очень престижного Circulo de Bellas Artes de Madrid
- В 2006 году Автономный университет Мадрида (UAM) дал Триас — вместе с Жозе Сарамаго — докторская степень Honoris Causa
- В 2007 году его бестселлер «Песнь сирен» получил две награды как лучшее эссе года: премию Теренси Мойша и премию Qwerty
- В 2009 году он получил премию Мариано де Кавиа за статью «Великое путешествие», опубликованную газетой ABC
- В 2010 году он получил Премию за создание Эстремадуры, очень престижную официальную награду
- Он был вице-президентом Национального музея Королевы Софии (Мадрид) и председателем Консультативного совета Института философии в Центре высших исследований Испанские ученые.

## Работы
- Философия и ее тени (1969, три издания)
- Философия и карнавал (1970, 3 издания)
- Теория идеологии (1970, 3 издания)
- Методология магической мысли (1971)
- Драма и идентичность (1973, 3 издания)
- Художник и город (1975, 3 издания)
- Медитация о силе (1976, 2 издания)
- Утраченная память о вещах (1977, 2 издания)
- Договор о страсти (1978, 5 изданий)
- Язык прощения. Эссе о Гегеле (1979)
- Красота и зловещее (1981, 5 изданий)
- Философия будущего (1984, 2 издания)
- Пределы мира (1985, 2 издания)
- Философское приключение (1987)
- Логика предела (1991)
- Усталость Запада (1992, 4 издания), с Рафаэлем Аргуллолом
- Эпоха духа (1994, 3 издания) • Религия мышления (1997, 2 издания)
- Головокружение и страсть (1998, 2 издания)
- Пограничная причина (1999)
- Город над городом (2001)
- Древо жизни (2003)
- Истина-это